# Điện ảnh Đức
Điện ảnh Đức là nền nghệ thuật và công nghiệp điện ảnh của Đức. Ra đời từ cuối thế kỉ 19, cho đến nay điện ảnh Đức đã có nhiều đóng góp kỹ thuật và nghệ thuật quan trọng cho điện ảnh thế giới.

## Lịch sử điện ảnh Đức trước thập niên 1950

### Trước năm 1918: Những nhà điện ảnh tiên phong
Đức là một trong những nước đầu tiên phát triển kỹ thuật điện ảnh. Ngày 1 tháng 11 năm 1895, hai anh em người Đức Max và Emil Skladanowsky đã giới thiệu hệ thống Bioskop, một thiết bị để trình chiếu hình ảnh chuyển động, tại nhà hát Wintergarten ở Berlin. Max Skladanowsky cũng đã có mặt trong buổi chiếu thu tiền đầu tiên trên thế giới của Anh em Lumière tại Paris ngày 28 tháng 12 và nhận thấy sự vượt trội của hệ thống Cinématographe so với hệ thống Bioskop của mình. Những nhà điện ảnh tiên phong của điện ảnh Đức còn phải kể tới hai người Berlin Oskar Messter và Max Gliewe, hai nhà sáng chế đã sử dụng kỹ thuật Chữ thập Malta (Croix de Malte, cho phép biến chuyển động tròn liên tục thành chuyển động tròn gián đoạn) để chiếu các hình ảnh chuyển động.
Trong thời kì đầu, cũng như ở các nước châu Âu khác, kỹ thuật điện ảnh Đức chỉ được coi là một kỹ xảo biểu diễn lạ mắt để trình chiếu tại các hội chợ, các đoạn phim được chiếu chủ yếu là quay lại các cảnh đời thực và có thời gian ngắn. Phải đến thập niên 1910, những bộ phim điện ảnh thực sự đầu tiên mới được thực hiện ở Đức, có thể kể tới một chuyển thể điện ảnh từ tiểu thuyết The Student of Prague của Edgar Allan Poe, bộ phim này do Paul Wegener và Stellan Rye (người Đan Mạch) đồng đạo diễn, Guido Seeber phụ trách quay phim và các diễn viên được tuyển từ đoàn kịch của nghệ sĩ nổi tiếng Max Reinhardt.
Trước năm 1914, có rất nhiều bộ phim câm nước ngoài, đặc biệt là phim câm Ý và Đan Mạch, được nhập khẩu vào Đức vì công chúng nước này rất ưa chuộng các bộ phim có các ngôi sao điện ảnh và cốt truyện hấp dẫn. Nhu cầu nội địa này đã thúc đẩy sự phát triển của điện ảnh Đức, các ngôi sao điện ảnh nội địa bắt đầu xuất hiện, tiêu biểu là nữ diễn viên Henny Porten, thể loại phim trinh thám, sở trường của điện ảnh Đức, cũng bắt đầu được sản xuất nhiều với chất lượng ngày một nâng cao, đặc biệt là những tác phẩm của Fritz Lang, người sau này trở thành đạo diễn huyền thoại của điện ảnh Đức.
Chiến tranh thế giới thứ nhất nổ ra đã khiến thị trường Đức với hơn 2000 rạp chuyên dụng cho điện ảnh bị thiếu hụt phim vì Pháp, một trong những nước cung cấp phim nhiều nhất lại đang ở phe đối nghịch với nước Đức trong chiến tranh. Từ năm 1916, các rạp phim bắt đầu phải tổ chức các buổi diễn tạp kỹ để thay thế cho những buổi chiếu phim bị hoãn. Trước tình hình này, năm 1917 quá trình tập trung và quốc hữu hóa từng phần công nghiệp điện ảnh Đức bắt đầu được xúc tiến với việc thành lập hãng phim Universum Film AG (Ufa). Hãng này đã lập tức cho sản xuất những bộ phim tuyền truyền chất lượng cao (phim Vaterland - phim về Tổ quốc, vốn cũng là một thế mạnh của nghệ thuật điện ảnh Đức), để đáp trả lại những tác phẩm kiểu này của phe Liên minh. Bên cạnh đó Ufa cũng tung ra các bộ phim giải trí nhẹ nhàng để thu hút khán giả, với phương thức sản xuất cân bằng như vậy, công nghiệp điện ảnh Đức đã nhanh chóng vươn lên vị trí hàng đầu của điện ảnh châu Âu.

### 1918-1933: Điện ảnh Cộng hòa Weimar

#### Chủ nghĩa biểu hiện Đức
Sau khi chiến tranh kết thúc, phim ảnh vươn lên trở thành phương tiện giải trí hàng đầu của người Đức, tạo điều kiện cho công nghiệp điện ảnh nước này bùng nổ mạnh mẽ. Tình trạng lạm phát phi mã cũng giúp các nhà sản xuất phim trở nên giàu có và dễ dàng bỏ tiền đầu tư cho các bộ phim nghệ thuật vốn có doanh thu thấp. Với những thuận lợi này, nghệ thuật điện ảnh Đức bắt đầu đặt được dấu ấn ở châu Âu với các tác phẩm theo Chủ nghĩa biểu hiện Đức (Expressionismus). Bộ phim đánh dấu sự phổ biến của trào lưu biểu hiện là Das Cabinet des Dr. Caligari (1920) của Robert Wiene. Các tác phẩm đáng chú ý khác của trào lưu này có thể kể tới Nosferatu (1922) của Friedrich Wilhelm Murnau hay Der Golem, wie er in die Welt kam (1920) của Carl Boese và Paul Wegener. Tuy trào lưu nghệ thuật này sớm chấm dứt vào khoảng giữa thập niên 1920 nhưng nó vẫn có ảnh hưởng lớn đến điện ảnh thế giới, đặc biệt là với dòng phim kinh dị và phim đen (film noir) ở Mỹ hay các tác phẩm của Jean Cocteau và Ingmar Bergman.
Năm 1921, Ufa được bán cho ngân hàng Deutsche Bank, với nguồn vốn tư nhân lớn từ hãng này, Ufa đã trở thành đầu tàu cho công nghiệp điện ảnh Đức với sản lượng khổng lồ khoảng 600 phim một năm trong thập niên 1920. Bên cạnh Ufa, công nghiệp điện ảnh nước này còn có khoảng 230 công ty điện ảnh chỉ tính riêng ở Berlin. Sự phát triển của công nghiệp điện ảnh Đức đã giúp tạo ra những bộ phim với kinh phí cực lớn như Metropolis (1927) của Fritz Lang, tác phẩm đắt giá nhất thế giới thời kì phim câm này tiêu tốn tới 7 triệu Reichsmark (tương đương khoảng 200 triệu USD hiện nay) để thực hiện. Tuy vậy với bản chất là một ngành công nghiệp nhiều rủi ro nằm trong nền kinh tế chung của thời kì Cộng hòa Weimar vốn cũng thiếu tính ổn định, công nghiệp điện ảnh Đức đã gặp phải những cuộc khủng hoảng khi các hãng phim nhỏ lâm vào tình trạng chi tiêu vượt mức dẫn đến phá sản. Ngay cả ngọn cờ đầu Ufa cũng gặp rắc rối khi cộng tác với hai hãng phim Mỹ là Paramount Pictures và Metro-Goldwyn-Mayer năm 1925 để rồi năm 1927 phải bán lại cho một nhà tư bản theo Chủ nghĩa dân tộc tên là Alfred Hugenberg. Tuy vậy những rắc rối tài chính của Ufa không ngăn cản hãng phim này cho ra đời những bộ phim để đời như Madame Dubary (1919 của Ernst Lubitsch, Die Nibelungen (1924) của Fritz Lang và Der letzte Mann (1925) của F.W. Murnau.
Giai đoạn Weimar cũng chứng kiến sự ra đời của nền phê bình phim Đức với những nhà phê bình nổi tiếng như Rudolf Arnheim của tờ Die Weltbühne, Béla Balázs của tờ Der Sichtbare Mensch, Siegfried Kracauer của tờ Frankfurter Zeitung và Lotte H. Eisner của tờ Filmkurier.

#### Đa dạng hóa thể loại
Sau sự thống chỉ của trào lưu biểu hiện, các nhà điện ảnh Đức bắt đầu tìm kiếm các đề tài và thể loại mới trong thập niên 1920. Các bộ phim chịu ảnh hưởng của Chủ nghĩa khách quan mới (Neue Sachlichkeit) thường tập trung vào các đề tài xã hội như nạn nạo thai, mại dâm, đồng tính luyến ái và nghiện ngập với phong cách thể hiện hiện thực chứ không còn sử dụng các phương pháp biểu tượng theo trào lưu biểu hiện, các tác phẩm đáng chú ý của trào lưu mới này có thể kể tới hai bộ phim của Georg Wilhelm Pabst, Die Freudlose Gasse (1925) và Die Büchse der Pandora (1929). Ngược với trào lưu khách quan mới, các bộ phim theo trào lưu Bergfilm, tiêu biểu là những tác phẩm của Arnold Fanck, lại tập trung vào cuộc đối đầu giữa con người với thiên nhiên ở vùng núi. Một hướng đi khác của điện ảnh Đức là phim thể nghiệm với các đại diện như Lotte Reiniger, Oskar Fischinger và Walter Ruttmann. Sự phân hóa về chính trị vào cuối thời Weimar cũng ảnh hưởng tới một số tác phẩm, ví dụ điển hình là loạt phim lịch sử lấy bối cảnh Vương quốc Phổ trong đó Otto Gebühr thủ vai Friedrich Đại đế rất được những người dân tộc chủ nghĩa cánh hữu ưa chuộng.
Cuối những năm 1920, kỹ thuật đồng bộ hóa âm thanh đã cung cấp thêm cho các nghệ sĩ điện ảnh Đức những cách thể hiện phim mới và thúc đẩy quá trình hiện đại hóa nền công nghiệp điện ảnh Đức. Trước khi nền Cộng hòa Weimar sụp đổ năm 1933, điện ảnh Đức đã kịp trang bị âm thanh cho 3800 rạp phim. Bộ phim Đức có tiếng đầu tiên, Der blaue Engel, được đạo diễn người Áo Josef von Sternberg thực hiện năm 1930 với sự tham gia của ngôi sao điện ảnh quốc tế Marlene Dietrich. Nằm trong số những bộ phim có tiếng đầu tiên này còn phải kể tới M (1931) của Lang và Berlin Alexanderplatz (cũng 1931) của Pabst dựa theo vở nhạc kịch Die Dreigroschenoper của kịch tác gia nổi tiếng Bertolt Brecht. Brecht cũng là một trong các tác giả kịch bản của bộ phim cộng sản Kuhle Wampe (1932), tác phẩm này bị cấm trình chiếu gần như ngay sau khi nó được phát hành.

### 1933-1945: Điện ảnh Đức Quốc xã
Nền kinh tế và chính trị bất ổn của Cộng hòa Weimar đã buộc một số đạo diễn và diễn viên nổi tiếng phải rời nước Đức, phần lớn trong số họ đến Hollywood để tiếp tục làm việc và nổi tiếng, có thể kể tới đạo diễn Ernst Lubitsch (rời Đức năm 1923), đạo diễn gốc Hungary Michael Curtiz (tới Mỹ năm 1926), ngôi sao điện ảnh Marlene Dietrich (rời Đức năm 1930). Tình trạng này càng trở nên tồi tệ khi Đảng Công nhân Đức Quốc gia Xã hội chủ nghĩa (Đảng Quốc xã) của Adolf Hitler lên nắm quyền năm 1933, chỉ trong vài năm đã có tới chừng 1500 đạo diễn, nhà sản xuất, diễn viên và các nghệ sĩ điện ảnh khác rời bỏ Tổ quốc. Trong số này có những trụ cột của nền điện ảnh Đức như người đứng đầu Ufa Erich Pommer, ngôi sao điện ảnh Peter Lorre và đạo diễn huyền thoại Fritz Lang. Những người này sau đó đã đóng góp rất lớn cho sự thịnh vượng của điện ảnh Hollywood, phần lớn phim kinh dị của hãng Universal Pictures thực hiện trong thập niên 1930 được đạo diễn bởi những đạo diễn Đức lưu vong như Karl Freund, Joe May và Robert Siodmak.
Khi Đảng Quốc xã giành lấy quyền lực, tháng 3 năm 1933, ông chủ của Ufa Alfred Hugenberg, một đảng viên Đảng Quốc xã, đã nhanh chóng sa thải toàn bộ nhân viên người Do Thái khỏi xưởng phim. Tháng 6 năm 1933, Reichsfilmkammer (Phòng điện ảnh đế chế Đức) được thành lập dưới sự quản lý trực tiếp của Bộ trưởng Bộ Tuyên truyền Đức Quốc xã Joseph Goebbels. Tất cả những nghệ sĩ điện ảnh "không phải người Aryan" hoặc có lý lịch, xu hướng chính trị không "phù hợp" với chính quyền Quốc xã đều bị coi là không thuộc nền "Điện ảnh theo tinh thần của Đế chế" (Reichsfachschaft Film) và bị loại bỏ lập tức khỏi ngành công nghiệp này. Khoảng 3000 người đã phải chịu hệ quả mất việc do lệnh cấm trên. Thêm vào đó, vì báo chí cũng phải tuân theo sự tổ chức của Bộ Tuyên truyền, năm 1936 Goebbels loại bỏ luôn nền phê bình điện ảnh Đức trước đó mà thay bằng hình thức Filmbeobachtung (quan sát phim) theo đó các nhà báo chỉ được viết về nội dung của phim, không được phép đánh giá về chất lượng nghệ thuật hoặc các mặt khác của tác phẩm.
Thể loại phim được khuyến khích sản xuất thời kì này hoặc là các bộ phim tuyên truyền và bài Do Thái như Der ewige Jude (1940), Jud Süß (1940), hoặc là các phim có tính giải trí cao. Từ sau năm 1936, việc nhập khẩu phim vào Đức bị hạn chế, thay thế vào đó công nghiệp điện ảnh Đức phải mở rộng để bù đắp lượng thiếu hụt (đặc biệt là khoảng trống do các phim Mỹ để lại). Trong những năm chiến tranh, điện ảnh trở thành một liệu pháp tinh thần quan trọng giúp người Đức quên đi những thất bại liên tiếp ở mặt trận phía Đông và các cuộc không kích liên tiếp của quân Đồng Minh xuống đất Đức, trong những năm 1943 và 1944 lượng vé bán được của các rạp phim Đức đã đạt tới khoảng 1 tỷ vé. Các bộ phim ăn khách giai đoạn chiến tranh ở Đức có thể kể tới Die große Liebe (1942) và Wunschkonzert (1941), cả hai đều là những tác phẩm tổng hợp các yếu tố của nhạc kịch, phim tình cảm thời chiến và tuyên truyền yêu nước. Phim ca nhạc hài Frauen sind doch bessere Diplomaten (1941) là một trong những bộ phim màu đầu tiên của điện ảnh Đức. Mặc dù bị đặt dưới sự kiểm soát ngặt nghèo của Bộ Tuyên truyền Đức Quốc xã và chịu sự thiếu hụt nghiêm trọng về tài năng, điện ảnh Đức những năm cuối thập niên 1930 và đầu thập niên 1940 vẫn có nhiều bước đột phá về kỹ thuật và nghệ thuật. Hãng Agfa của Đức là một trong những hãng đầu tiên trên thế giới tung ra thị trường loại phim màu (Agfacolor), còn nữ đạo diễn Leni Riefenstahl cũng đưa ra những chuẩn mực mới cho điện ảnh thế giới về kỹ thuật quay và biên tập phim trong các tác phẩm của bà như Triumph des Willens (1935, phim tuyên truyền xuất sắc nhất mọi thời đại), các phim tài liệu về cuộc đại hội của Đảng Quốc xã (Reichsparteitag) ở Nürnberg năm 1934 và về Thế vận hội mùa hè 1936.

### Hồi sinh sau chiến tranh
Sau khi nước Đức chính thức đầu hàng quân Đồng Minh ngày 8 tháng 5 năm 1945, Chiến tranh thế giới thứ hai kết thúc, công nghiệp điện ảnh cũng chịu ảnh hưởng lớn cả về kinh tế và chính trị. Về chính trị, nước Đức bị chia thành hai nửa do một bên là Liên Xô, một bên là Anh, Mỹ và các đồng minh phương Tây cai quản dẫn đến việc hình thành hai nền điện ảnh riêng biệt với những hướng phát triển và tư tưởng nghệ thuật khác nhau rõ rệt. Tuy nhiên với nền tảng công nghiệp điện ảnh cực kì phát triển giai đoạn trước, điện ảnh Đức đã nhanh chóng hồi phục.

## Điện ảnh Đông Đức 1945-1989
Cộng hòa Dân chủ Đức được hình thành trên phần lãnh thổ Đức do Hồng quân Liên Xô quản lý, trong đó có hầu như toàn bộ cơ sở vật chất của hãng Ufa. Chính vì lý do này nên tốc độ hồi phục của điện ảnh Đông Đức thậm chí còn nhanh hơn ở Tây Đức. Tháng 5 năm 1945, chỉ 3 tuần sau khi chiến tranh kết thúc, các rạp phim đã được mở lại ở Berlin. Ngày 17 tháng 5 năm 1946, công ty cổ phần điện ảnh Deutsche Film-Aktiengesellschaft (DEFA) được thành lập và được trao quyền sở hữu đối với tất cả các cơ sở điện ảnh do Ban chỉ huy quân đội Xô viết ở Đức tịch thu trước đó. Phần lớn cổ phần của DEFA thuộc về Đảng Thống nhất Xã hội chủ nghĩa Đức (SED), đảng từ năm 1949 là đảng cầm quyền của Cộng hòa Dân chủ Đức.
Tổng cộng DEFA đã sản xuất khoảng 900 bộ phim điện ảnh, 800 phim hoạt hình và hơn 300 phim tài liệu hoặc phim ngắn. Trong giai đoạn đầu từ năm 1948 đến 1953, do bị kiểm duyệt về đề tài nên ngoài những phim thời sự và phim giáo dục, chỉ có khoảng 50 phim điện ảnh được sản xuất. Trong những năm sau đó, với việc đa dạng hóa đề tài, sản lượng phim của DEFA tăng lên rất nhanh. Hãng này đặc biệt mạnh về phim trẻ em với các tác phẩm như bộ phim thần thoại Drei Haselnüsse für Aschenbrödel (1973). DEFA còn sản xuất các phim khoa học viễn tưởng như Der schweigende Stern (1960) dựa theo tiểu thuyết của nhà văn Ba Lan Stanislaw Lem, phim Ostern (phim miền Tây kiểu xã hội chủ nghĩa) như Die Söhne der großen Bärin (1966) trong đó trái ngược với các phim miền Tây truyền thống của Hollywood, nhân vật anh hùng lại là một người Da đỏ.
Các bộ phim nghệ thuật nổi tiếng của DEFA có thể kể tới Der Untertan (1951) của đạo diễn Wolfgang Staudte chuyển thể từ tiểu thuyết nổi tiếng của Heinrich Mann, Der geteilte Himmel (1964) của Konrad Wolf và Jakob der Lügner (1973) của Frank Beyer (phim Đông Đức duy nhất được đề cử Giải Oscar cho phim ngoại ngữ hay nhất). Tuy nhiên do sự kiểm soát chặt chẽ về chính trị của chính quyền Cộng hòa Dân chủ Đức, điện ảnh Đông Đức đôi khi gặp rắc rối về đề tài và kiểm duyệt, vì lý do này nên từ cuối thập niên 1970 một số nhà làm phim Đông Đức đã rời sang làm việc ở Tây Đức như đạo diễn Egon Günther, các diễn viên Angelica Domröse, Eva-Maria Hagen, Katharina Thalbach, Hilmar Thate, Manfred Krug và Armin Mueller-Stahl.
Trong những năm cuối cùng, khi việc nhập phim nước ngoài, đặc biệt là từ các nền điện ảnh phương Tây, được tăng cường, tầm quan trọng của DEFA với điện ảnh Đông Đức suy giảm dần. Sau khi nước Đức thóng nhất, hãng này bị Treuhand, cơ quan phụ trách tư nhân hóa tài sản nhà nước Đông Đức, phát mại, tuy vậy bản quyền các bộ phim của hãng hiện vẫn do Quỹ DEFA (DEFA-Stiftung) nắm giữ.

## Điện ảnh Tây Đức 1945-1989

### Thập niên 1950
Sau khi chiến tranh kết thúc, Cộng hòa Liên bang Đức được thành lập trên phần lãnh thổ Đức do quân đội Đồng Minh, đứng đầu là Mỹ quản lý. Do vậy, các bộ phim Mỹ bắt đầu tràn vào thị trường điện ảnh Đức, trong thập niên 1950 các bộ phim Đức chỉ còn chiếm khoảng 40% thị phần điện ảnh trong nước, 30% khác do các bộ phim Mỹ nắm giữ.
Do bị chiến tranh tàn phá và nhiều cơ sở điện ảnh quan trọng lại nằm trên đất Đông Đức, các bộ phim Tây Đức thời kì đầu được quay ngoại cảnh ngay tại những khu phố đổ nát do không kích, đây là xuất phát cho cái tên Trümmerfilm (phim mảnh vỡ). Các bộ phim thuộc thể loại này thường chịu ảnh hưởng từ trào lưu Tân hiện thực trong Điện ảnh Ý và tập trung miêu tả tác động của cuộc chiến đến cuộc sống và số phận con người. Bộ phim tiêu biểu cho thể loại này là một tác phẩm của đạo diễn người Ý Roberto Rossellini, Germania anno zero (1948). Ngoài ra còn có thể kể tới các phim khác như Die Mörder sind unter uns (1946) của đạo diễn Wolfgang Staudte (phim đầu tiên của Tây Đức) hay Liebe 47 (1949) của Wolfgang Liebeneiner (chuyển thể từ vở kịch Draußen vor der Tür của Wolfgang Borchert).
Mặc dù thập niên 1950 chứng kiến sự phát triển của loại hình giải trí mới là truyền hình, nhưng số lượng khán giả đến rạp vẫn tăng đều và đạt đỉnh điểm là 817,5 triệu lượt khán giả vào năm 1956. Để thu hút khán giả, phần lớn các bộ phim được sản xuất đều là phim giải trí đơn thuần và rất ít phim có chất lượng nghệ thuật cao hoặc đụng tới các đề tài xã hội gai góc. Thể loại phim phổ biến lúc này là Heimatfilm (phim về quê hương) nói về những câu chuyện tình yêu hoặc tình cảm gia đình đơn thuần đặt trong bối cảnh nông thôn, thường là những vùng núi ở Bayern, Áo hoặc Thụy Sĩ. Các thể loại phim giải trí phổ biến khác thường là những chuyển thể của các vở operetta, phim tâm lý (melodrama) có bối cảnh bệnh viện, phim hài và phim ca nhạc. Việc tái thành lập quân đội Đức (Bundeswehr) vào năm 1955 đã cung cấp thêm cho điện ảnh Tây Đức một đề tài mới, đó là các bộ phim chiến tranh miêu tả những người lính Đức bình thường nhưng lại chiến đấu dũng cảm và thờ ơ với chính trị trong thời gian Thế chiến. Bên cạnh đó là các bộ phim chiến tranh nói về những lực lượng chống Hitler ở Đức (Widerstand).
Do chất lượng nghệ thuật không cao vì vậy tầm ảnh hưởng quốc tế thời kì này của điện ảnh Tây Đức thua xa Hollywood, Pháp, Ý và Nhật Bản. Chỉ có một số ít phim Đức được quốc tế chú ý như tác phẩm được đề cử Giải Oscar Die Brücke (1959) của đạo diễn Bernhard Wicki, bên cạnh đó là một số nữ diễn viên có tên tuổi như Hildegard Knef và Romy Schneider.

### Thập niên 1960: Khủng hoảng
Sau khi tăng đều trong nửa đầu thập niên 1950, lượng khán giả đến rạp thời gian sau đó bắt đầu chững lại và rơi tự do trong thập niên 1960. Năm 1969 chứng kiến lượng khán giả ít kỉ lục với chỉ 172,2 triệu lượt người, chưa đầy 1/4 so với năm có lượng khán giả cao nhất là 1956. Hệ quả của việc này là một loạt công ty sản xuất và phát hành phim Tây Đức phá sản trong khi số rạp phim giảm xuống gần một nửa. Nguyên nhân trực tiếp cho sự sa sút này là khủng hoảng thừa của công nghiệp điện ảnh Đức, vì vậy để đối phó các nhà làm phim Đức buộc phải cắt giảm số phim sản xuất mỗi năm từ 123 năm 1955 xuống còn 65 năm 1965. Tuy vậy nguyên nhân sâu xa của vấn đề lại là sự thay đổi điều kiện sống và điều kiện xã hội quá nhanh trong thời kì phát triển thần kì (Wirtschaftswunder) của kinh tế Đức đã mang lại cho người dân Đức nhiều lựa chọn giải trí khác ngoài điện ảnh. Điển hình là truyền hình, nếu như năm 1953 cả Tây Đức chỉ có khoảng 10.000 máy thu hình thì đến năm 1962 con số này đã là 7 triệu.
Các thể loại phim phổ biến thập niên 1960 có thể kể tới phim miền Tây, đặc biệt là loạt phim chuyển thể từ những tiểu thuyết ăn khách của Karl May với hai ngôi sao Pierre Brice và Lex Barker. Phim kinh dị Đức thời kì này đáng chú ý có loạt phim chuyển thể từ tác phẩm của Edgar Wallace với các diễn viên quen thuộc Klaus Kinski, Heinz Drache, Wolfgang Völz, Joachim Fuchsberger. Cũng còn phải kể đến các phim tình dục loại nhẹ như Aufklärungsfilme của Oswalt Kolle và Schulmädchen-Report (1970). Tất cả các bộ phim đều hướng tới mục đích kéo khán giả trở lại rạp vì vậy tuy chúng khá ăn khách nhưng lại bị giới phê bình chỉ trích vì chất lượng nghệ thuật thấp.

### Thập niên 1970: Nền điện ảnh mới
Đứng trước sự sa sút cả về nghệ thuật và doanh thu của điện ảnh Tây Đức, một nhóm đạo diễn trẻ, trong đó có Alexander Kluge, Edgar Reitz, Peter Schamoni và Franz Josef Spieker đã cùng ký vào Bản tuyên ngôn Oberhausener (Oberhausener Manifest) ngày 28 tháng 2 năm 1962 theo đó: "Der alte Film ist tot. Wir glauben an den neuen" ("Nền điện ảnh cũ đã chết. Chúng tôi tin vào nền điện ảnh mới!"). Nhóm Oberhausener sau đó còn có thêm các thành viên khác như Volker Schlöndorff, Werner Herzog, Jean-Marie Straub, Wim Wenders, Hans-Jürgen Syberberg và Rainer Werner Fassbinder, những người phản đối nền điện ảnh Đức lúc này và quyết tâm xây dựng một nền điện ảnh Đức mới dựa trên chất lượng nghệ thuật chứ không còn chỉ tập trung vào việc thu lợi nhuận.
Bất chấp việc Bộ Nội vụ Liên bang Đức thành lập Kuratorium Junger Deutscher Film (Ủy ban các nhà điện ảnh trẻ) để giúp đỡ về mặt tài chính cho các bộ phim Đức mới, những đạo diễn của nhóm Oberhausener, hay các đạo diễn Điện ảnh Đức mới (Neuer Deutscher Film) vẫn từ chối việc hợp tác với công nghiệp điện ảnh Đức, thay vào đó họ tìm sự trợ giúp từ ngành truyền hình. Những đạo diễn trẻ này được thử sức bằng những bộ phim truyền hình hoặc loạt phim tài liệu truyền hình, những tác phẩm này sau khi được phát sóng đầu tiên trên truyền hình cũng được chiếu tại các rạp phim nhưng hầu hết đều không gây tiếng vang. Bước ngoặt chỉ đến vào năm 1974, khi Hiệp định điện ảnh và truyền hình (Film-Fernseh-Abkommen) được hai hãng truyền hình lớn nhất liên bang, ARD và ZDF, ký với Ủy ban điện ảnh Liên bang Đức (Filmförderungsanstalt - FFA) về việc FFA cấp một ngân sách hàng năm cho phép các công ty truyền hình quyền sản xuất các bộ phim cho cả mục đích phát hành điện ảnh và trình chiếu trên truyền hình (khoảng ngân sách này hiện nay khoảng từ 4,5 đến 12,94 triêu euro một năm). Cũng theo hiệp định trên, các bộ phim sử dụng ngân sách chỉ được phép chiếu trên truyền hình 24 tháng sau khi phát hành tại các rạp. Hiệp định này đã giúp các đạo diễn của thế hệ Điện ảnh Đức mới có cơ hội thành công trên màn ảnh lớn trước khi các tác phẩm của họ trình chiếu trên màn ảnh nhỏ.
Trào lưu điện ảnh mới này đã giúp điện ảnh Đức lần đầu tiên gây được ảnh hưởng ở tầm quốc tế kể từ sau thời kì Cộng hòa Weimar. Các tác phẩm xuất sắc như Abschied von Gestern (1966) của Kluge, Aguirre, der Zorn Gottes (1972) của Herzog, Angst essen Seele auf (1974) của Fassbinder và Paris, Texas (1984) của Wenders được giới điện ảnh quốc tế đánh giá rất cao. Thường các tác phẩm này lại thành công ở nước ngoài trước khi gây tiếng vang ở thị trường trong nước. Các tiểu thuyết đặc sắc thời hậu chiến của các tác giả lớn như Heinrich Böll, Günter Grass cũng giúp các đạo diễn trẻ có thêm nguồn kịch bản gốc phong phú và có chất lượng. Những bộ phim chuyển thể loại này có thể kể tới Die verlorene Ehre der Katharina Blum (1975, chuyển thể từ tiểu thuyết của Böll) do Schlöndorff và Margarethe von Trotta đạo diễn, một phim khác là Cái trống thiếc (Die Blechtrommel, 1979, chuyển thể từ tiểu thuyết của Grass) cũng do Schlöndorff đạo diễn. Cái trống thiếc đã trở thành bộ phim Đức đầu tiên giành giải Oscar cho phim nói tiếng nước ngoài hay nhất.

### Thập niên 1980
Sau khi đạt được một số kết quả từ việc cải cách điện ảnh Đức, thế hệ Điện ảnh Đức mới bắt đầu có dấu hiệu chững lại. Công nghiệp điện ảnh Đức thập niên 1980 không còn nhiều tác phẩm thành công về nghệ thuật như giai đoạn trước, trong đó đáng kể nhất là hai bộ phim của Wolfgang Petersen, Die Unendliche Geschichte (1984) và Das Boot (1981, bộ phim đang giữ kỉ lục về số đề cử Giải Oscar cho một phim Đức với 6 đề cử).

## Điện ảnh Đức thống nhất
Sau khi hai miền nước Đức thống nhất, các cơ sở điện ảnh ở Tây Đức hầu như chiếm lĩnh hoàn toàn thị trường. Hiện nay các hãng phim lớn nhất của Đức là Constantin Film, Bavaria, Studio Hamburg và UFA. Các hãng phim này đã cố gắng cho ra đời các bộ phim có chất lượng cao như ở thập niên 1970. Có thể kể tới Lola rennt của Tom Tykwer, Good Bye Lenin! của Wolfgang Becker, Gegen die Wand của Fatih Akin, Der Untergang của Oliver Hirschbiegel và bộ phim đoạt Giải Oscar cho phim nói tiếng nước ngoài năm 2007, Das Leben der Anderen của Florian Henckel von Donnersmarck.
Các đạo diễn thế hệ mới đáng chú ý của điện ảnh Đức có còn có Sönke Wortmann, Caroline Link (đạo diễn phim đoạt Giải Oscar cho phim nói tiếng nước ngoài Nirgendwo in Afrika), Romuald Karmakar, Harun Farocki, Hans-Christian Schmid, Andreas Dresen, Ulrich Köhler, Ulrich Seidl và Sebastian Schipper.